# Ellen Krauss
Ellen Sofie Elisabeth Krauss, född 26 juni 2000, är en svensk singer-songwriter. 

## Biografi
Krauss är uppvuxen i Västerås, i Vallentuna och i Johannesburg i Sydafrika. Som 16-åring lade Krauss upp sin första låt "New York" på Soundcloud. Hon upptäcktes via det av producenterna Christian Walz och Johan "Jones" Wetterberg.
Krauss inspiration kommer från vad hon beskriver som två motsatta håll, dels hennes fars musiksmak, däribland Bruce Springsteen, Dire Straits och Creedence Clearwater Revival, dels den popmusik hon upptäckte under uppväxten, såsom Max Martins alster, Kings of Leon, Robyn, Amason och The 1975.
2018 tilldelades hon priset Årets rookie vid det årets Denniz Pop Awards. Genombrottet kom året därpå med debutsingeln "The One I Love", en låt om kärleken till en kvinna; den hördes även på EP:n First Take som kom i slutet av året.
2020 släppte hon sitt debutalbum Pearl. Samma år utnämndes hon i P3 till "Framtidens artist" och uppmärksammades på den amerikanska tidningen Billboards webbplats.
I april 2023 bekräftades hon som en av deltagarna i den fjortonde säsongen av TV4:s reality-serie Så mycket bättre. Programmet hade premlär den 28 oktober samma år. I detta återgav Krauss låten "Inget stoppar oss nu", vilken därefter nådde första plats på Svensktoppen. I december samma år kom även EP:n Picturing You. Vid QX-galan 2024 erhöll Krauss priset som "Årets HBTQ". Samma år fick hon pris som Årets visa/singer-songwriter vid Grammisgalan 2024.

## Diskografi

### Album
- First Take (2019, EP)
- Pearl (2020)
- Picturing You (2023, EP)
- Romeo (2024)

### Singlar (urval)
- "The One I Love" (2019)
- "Criminal to Love" (2019)[14]
- "Hungover (Head in a Can)" (2023)[15]